# Challenger de Río de Janeiro 2013
El Peugeot Tennis Cup 2013 fue un torneo de tenis profesional que se jugó en pistas de polvo de ladrillo. Se trató de la segunda edición del torneo que forma parte del ATP Challenger Tour 2013 . Tuvo lugar en Río de Janeiro, Brasil entre el 5 de agosto y el 11 de agosto de 2013.

## Jugadores participantes del cuadro de individuales

### Cabezas de serie
| País                        | Jugador            | Rank1 | Favorito |
| Bandera de los Países Bajos | Thiemo de Bakker   | 102   | 1        |
| Bandera de Brasil           | João Souza         | 122   | 2        |
| Bandera de Argentina        | Diego Schwartzman  | 133   | 3        |
| Bandera de Colombia         | Alejandro González | 137   | 4        |
| Bandera de Chile            | Paul Capdeville    | 149   | 5        |
| Bandera de Argentina        | Guido Andreozzi    | 166   | 6        |
| Bandera de Brasil           | André Ghem         | 201   | 7        |
| Bandera de Brasil           | Guilherme Clezar   | 216   | 8        |
| --------------------------- | ------------------ | ----- | -------- |

- 1 Se ha tomado en cuenta el ranking del 29 de julio de 2013.

### Otros participantes
Los siguientes jugadores recibieron una invitación (wild card), por lo tanto ingresan directamente al cuadro principal (WC):
- Emilio Gómez
- Carlos Eduardo Severino
- Christian Lindell
- Wilson Leite

Los siguientes jugadores ingresan al cuadro principal tras disputar el cuadro clasificatorio (Q):
- Juan Ignacio Londero
- Bastian Malla
- Tiago Fernandes
- Christian Garín

Los siguientes jugadores ingresan al cuadro principal como exención especial (SE):
- Eduardo Schwank

## Jugadores participantes en el cuadro de dobles

### Cabezas de serie
| País                        | Jugador           | País                 | Jugador            | Rank1 | Favorito |
| Bandera de Brasil           | Marcelo Demoliner | Bandera de Brasil    | João Souza         | 175   | 1        |
| Bandera de los Países Bajos | Thiemo de Bakker  | Bandera de Brasil    | André Sá           | 205   | 2        |
| Bandera de Argentina        | Guillermo Durán   | Bandera de Argentina | Andrés Molteni     | 431   | 3        |
| Bandera de El Salvador      | Marcelo Arévalo   | Bandera de Colombia  | Nicolás Barrientos | 433   | 4        |
| --------------------------- | ----------------- | -------------------- | ------------------ | ----- | -------- |

- 1 Se ha tomado en cuenta el ranking del 29 de julio de 2013.

## Campeones

### Individual Masculino
- Agustín Velotti  derrotó en la final a  Blaž Rola por 6-3, 6-4.

### Dobles Masculino
- Thiemo de Bakker /  André Sá  derrotaron en la final a  Marcelo Demoliner /  João Souza por 6-3, 6-2.